# Nicolas Höfler
Nicolas „Chicco“ Höfler (* 9. März 1990 in Überlingen) ist ein deutscher Fußballspieler, der zurzeit für den SC Freiburg spielt.

## Karriere
Höfler begann das Fußballspielen beim Herdwanger SV. Über die Jugendabteilung des SC Pfullendorf, wo er von 2001 bis 2005 spielte, kam er schließlich zum SC Freiburg. Mit der U-19-Mannschaft des SCF gewann Höfler die A-Junioren-Meisterschaft 2008 und den DFB-Junioren-Vereinspokal 2009. Sein Debüt für die zweite Mannschaft des SC Freiburg in der Regionalliga Süd gab er am 20. Dezember 2008 beim Heimspiel gegen Viktoria Aschaffenburg.
Zu Beginn der Saison 2010/11 beförderte Cheftrainer Robin Dutt Höfler in den Profikader des SC Freiburg. Auf seinen ersten Einsatz in der Bundesliga musste Höfler dennoch warten. So wechselte er 2011 auf Leihbasis zum FC Erzgebirge Aue. Hier wurde Höfler am fünften Spieltag gegen Eintracht Braunschweig für Guido Kocer in der 66. Spielminute eingewechselt und bekam so seinen ersten Einsatz in einer Profimannschaft. Nach einem weiteren Jahr in Aue kehrte Höfler zur Saison 2013/14 zum SC Freiburg zurück. Am 27. August 2013, dem vorgezogenen 4. Spieltag, erzielte Höfler in seinem zweiten Saison- und Bundesligaspiel mit dem Treffer zum 1:1-Endstand in der 86. Minute im Heimspiel gegen den FC Bayern München auch sein erstes Bundesligator.
Anfang 2020 verlängert der SC Freiburg den Vertrag mit Höfler, der zur Zeit dienstältester Spieler der Mannschaft ist. Er spielt im Mittelfeld mit der Trikotnummer 27 und hat bis 2020 136 Bundesliga-Spiele und 15 DFB-Pokal-Spiele bestritten.
Beim 1:1-Remis gegen den FC Augsburg (9. Spieltag der Saison 2020/21) am 28. November 2020 bestritt Höfler sein 200. Pflichtspiel für die Breisgauer. Am 3. November 2024, einem 0:0 gegen Mainz, erreichte Höfler sein 350. Pflichtspiel.

## Erfolge
- Aufstieg in die 1. Bundesliga 2016 mit SC Freiburg
- DFB-Pokalfinale 2022

## Privates
Von 2006 bis 2008 besuchte Höfler die Max Weber-Schule in Freiburg. Höfler ist Vater von fünf Kindern. Mit seiner Ehefrau engagiert sich Höfler in einer Initiative gegen sexualisierte Gewalt an Kindern.